# Debatten
Debatten é um programa televisivo de debate transmitido na Noruega no canal de serviço público NRK. É apresentado por Ingunn Solheim.